# Arnedo
Arnedo è un comune spagnolo di 14 289 abitanti situato nella comunità autonoma di La Rioja.

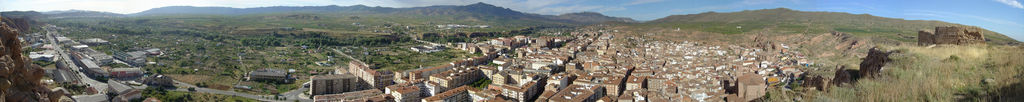
Panorama di Arnedo